# Historia territorial de Guatemala
La Historia territorial de Guatemala es el relato histórico de cómo se formaron los veintidós departamentos que constituyen la República de Guatemala, la cual se constituyó oficialmente como Estado independiente en 1825, y luego como República el 21 de marzo de 1847.

## Creación del Estado de Guatemala en 1825
La República Federal de Centro América se formó el 22 de noviembre de 1824, con el mismo territorio que antes ocupara la Capitanía General de Guatemala —exceptuando a Chiapas que se quedó en México tras la efímera Anexión de Centroamérica a México— y quedó compuesta por cinco estados: Costa Rica, Honduras, Nicaragua, El Salvador y Guatemala.
El Estado de Guatemala fue definido de la siguiente forma por la Asamblea Constituyente de dicho estado que emitió la constitución del mismo el 11 de octubre de 1825: «el estado conservará la denominación de Estado de Guatemala y los forman los pueblos de Guatemala, reunidos en un solo cuerpo.  El estado de Guatemala es soberano, independiente y libre en su gobierno y administración interior.»
La misma constitución de 1825 indicó cual era el territorio del estado, y la primera división administrativa del mismo se hizo oficial el 4 de noviembre de 1825, cuando la Asamblea Constituyente dividió al territorio en siete departamentos;  el artículo primero de dicha ley se reproduce a continuación:
| Artículo 1. El territorio del estado será dividido en los siete departamentos que siguen: 1. Verapaz, que comprenderá el antiguo partido de este nombre y todo el distrito del Petén. 2. Chiquimula, comprende todos los pueblos y valles del antiguo corregimiento de Chiquimula y Zacapa. 3. Guatemala y Escuintla (departamento): le forman todos los pueblos del partido de Escuintla y Guasacapán, la capital de Guatemala, las villas de Guadalupe y Nueva de Petapa, los pueblos de Mixco, Chinautla, Jocotenango, Pinula, San Pedro Las Huertas, Ciudad Vieja en la capital, San Miguel y Santa Inés Petapa, San Juan y San Cristóbal Amatitlán (Guatemala) y la población de Palencia. 4. Sacatepéquez y Chimaltenango: le corresponden todos los pueblos de Sacatepéquez no comprendidos en el departamento de Guatemala y todos los del extinguido corregimiento de Chimaltenango. 5. Suchitepéquez y Sololá: forman este departamento los territorios pueblos de las alcaldías mayores de ambos partidos. 6. Quetzaltenango y Soconusco: son comprendidos en este departamento todos los pueblos del extinguido corregimiento de Quetzaltenango, y los del antiguo gobierno de Soconusco. 7. Totonicapán y Huehuetenango: los pueblos de este departamento serán los mismos que formaban antes los partidos de ambos nombres. —Tomado de: Pineda de Mont, Manuel (1869) Recopilación de las leyes de Guatemala, 1821-1869 volumen I |

Las cabeceras y distritos de los departamentos fueron establecidas de esta forma:
| Departamento             | Cabecera            | Distritos                                                                               | Departamento               | Cabecera               | Distritos                                                                                                 |
| ------------------------ | ------------------- | --------------------------------------------------------------------------------------- | -------------------------- | ---------------------- | --- |
| Verapaz                  | Cobán               | - Petén - Cahabón - Cobán - Tactic - Salamá - Rabinal                                   | Chiquimula                 | Chiquimula             | - Zacapa - Acasaguastlán - Sansaria - Esquipulas - Chiquimula - Jalapa - Mita                             |
| Guatemala/Escuintla      | Ciudad de Guatemala | - Guatemala - Amatitlán - Escuintla - Mixtán - Jalpatagua - Guazacapán - Cuajiniquilapa | Sacatepéquez/Chimaltenango | Antigua Guatemala      | - San Pedro Sacatepéquez - San Lucas Tejar - Chimaltenango - Jilotepeque - San Juan Sacatepéquez - Patzún |
| Sololá/Suchitepéquez     | Sololá              | - Joyabaj - Quiché - Sololá - Atitlán - Suchitepéquez - Cuyotenango                     | Totonicapán/Huehuetenango  | San Miguel Totonicapán | - Totonicapán - Momostenango - Nebaj - Huehuetenango - Malacatán - Soloma - Jacaltenango - Cuilco         |
| Quetzaltenango/Soconusco | Quetzaltenango      | - Quetzaltenango - Ostuncalco - San Marcos - Tejutla - Soconusco                        | Totonicapán/Huehuetenango  | San Miguel Totonicapán | - Totonicapán - Momostenango - Nebaj - Huehuetenango - Malacatán - Soloma - Jacaltenango - Cuilco         |

### Creación de distritos para impartir justicia

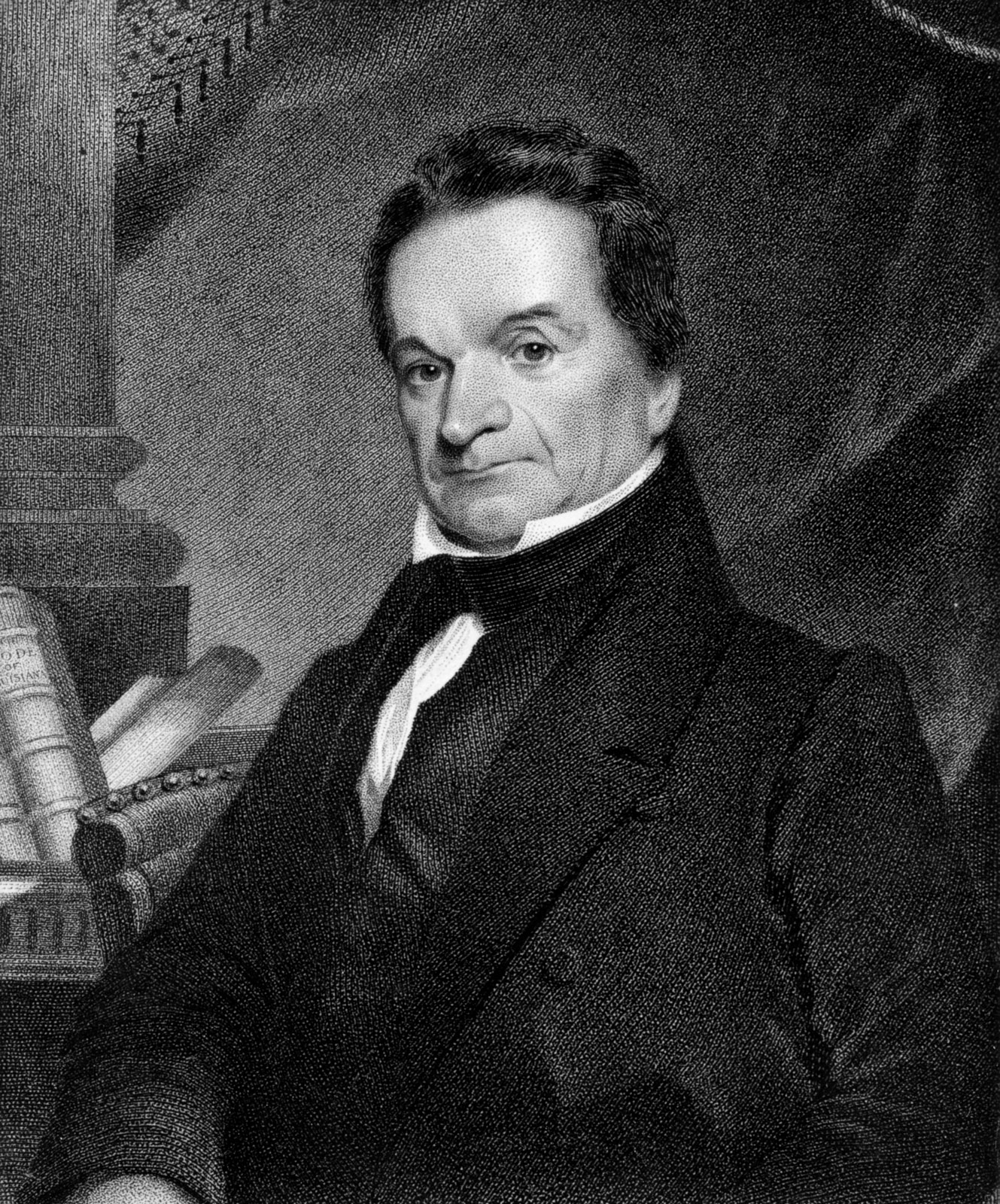
Edward Livingston, quien escribió el Código Civil para el estado de Luisiana en los Estados Unidos. Este código fue traducido al español por el criollo liberal José Francisco Barrundia y Cepeda y fue implementado en Guatemala.

La constitución del Estado de Guatemala promulgada el 11 de octubre de 1825 —y no el 11 de abril de 1836, como numerosos historiadores han reportado incorrectamente — creó los distritos y sus circuitos correspondientes para la administración de justicia según el Código de Lívingston traducido al español por José Francisco Barrundia y Cepeda.
| N.º | Distrito       | Circuito          | Poblados |
| --- | -------------- | ----------------- | --- |
| 1   | Guatemala      | Norte-Guatemala   | Los barrios de las parroquias de El Sagrario, La Merced, Candelaria y San Sebastían en la Ciudad de Guatemala y los siguientes poblados: - Chinautla - Jocotenango - San Antonio La Paz - San Antonio Nacagüil - Carrizal - Lo de Reyes - El Chato - Las Vacas - Las Tapias - Las Flores - Palencia - Pueblo Nuevo de Santa Rosa - Pontezuelas - Navajas - San José - Lo de Iboy - Vuelta Grande - Zarzal                                               |
| 1   | Guatemala      | Sur-Guatemala     | Los barrios de la parroquia de Santo Domingo y de la parroquia de Los Remedios en la Ciudad de Guatemala, y los siguientes poblados: - San Pedro Las Huertas - Ciudad Vieja - Guadalupe - Pinula - Arrazola - los Petapas - Mixco - Villa Nueva - Amatitlán |
| 2   | Escuintla      | Escuintla         | - Escuintla - San Pedro Mártir - Chahuite - Masagua - Guanagazapa - los dos Mixtanes (Santa Ana y San Juan Mixtán) - Don García - Tecuaco - La Gomera - Chipilapa - Siquinalá - Cotzumalguapa |
| 2   | Escuintla      | Chiquimulilla     | Chiquimulilla, Guasacapam, Taxisco, Sinacantán, Nancinta, Tecuaco, Tepeaco, Tacuilula. |
| 3   | Mita           | Mita              | - Asunción - Achuapa - Chingo - Agua Blanca - Quequesque - San Antonio - Anguiatú - Las Cañas - Limones - Mongoy - Espinal - Hermita - Jutiapa - Santa Catarina - Atescatempa - Yupiltepeque - Zapotitlán - Papaturro - San Diego |
| 3   | Mita           | Jalpatagua        | - Jalpatagua - Sacualpa - Quezada - Tempisque - Conguaco - Asulco - Comapa - Moyuta - Pasaco - Sapuyuca - San Vicente - Coco - Platanar - San Diego - Laguna Grande - Don Melchor - San Isidro - Soyate - Coatepeque |
| 3   | Mita           | Cuajiniquipala    | - Cuajiniquilapa - Mataquescuintla - Los Esclavos - Oratorio - Concepción - La Vega - El Pino - Los Verdes - Los Arcos - Corral de Piedra - San Juan de Arana - El Zapote - Santa Rosa - Jumay - Las Casillas - Epaminondas |
| 4   | Chiquimula     | Chiquimula        | - Chiquimula - Olopa - Piedra de Amolar - San José - Ipala - Orégano - Cubiletes - Hermita - Alotepeque - San Isidro - Concepción - Esquipulas - Atulapa - Jagua - Quezaltepeque - Orcones - Jupilingo - Camotán - San Jacinto - San Juan Hermita, Chancó - San Nicolás - Jocotán - Santa Elena - San Esteban |
| 4   | Chiquimula     | Acasaguastlán     | Acasaguastlán, San Agustín, Sanarate, Tocoy, Magdalena, Agua Blanca, Chimalapa, San Clemente y Guastatoya. |
| 4   | Chiquimula     | Zacapa            | Zacapa, Santa Lucía, San Pablo, Gualán, Izabal, Río Hondo, Trapiche, Estanzuela, Uzumatán y Teculután. |
| 4   | Chiquimula     | Jalapa            | Jalapa, Santo Domingo, Jilotepeque y Pinula. |
| 5   | Verapaz        | Cajavon           | Cajavon y Lanquín |
| 5   | Verapaz        | Cobán             | Cobán, Carchá, Chamelco, Santa Cruz, San Cristóbal, San Joaquín, Santa Ana, Tamajú, Tucurú, Chamiquín y Purulá |
| 5   | Verapaz        | Salamá            | Salamá, San Jerónimo, Rincón Grande, Llano Grande, Las Cañas y todas las haciendas y labores que había desde el río Grande, «una línea que se suponía tirada al sur desde San Jerónimo hasta el mismo río Grande y el camino que va desde Guatemala hasta Salamá», Pansuj y San Nicolás |
| 6   | Petén          | Flores            | San Benito, Flores, San José y San Andrés |
| 8   | Sacatepéquez   | Antigua Guatemala | - Antigua Guatemala - San Cristóbal Alto - San Miguel Milpas Altas - Santa Ana - Magdalena - San Juan Cascón - San Mateo - Santa Lucía - Santo Tomás - Embaulada - San Bartolomé - San Lucas - Santiago - Cauque - Jocotenango - San Felipe - Ciudad Vieja - San Pedro Las Huertas - Alotenango - San Lorenzo - San Antonio - Dueñas - Zamora - Urías - Santa Catalina - San Andrés y San Bartolomé Aguas Calientes - Santa María - San Juan del Obispo |
| 8   | Sacatepéquez   | San Juan          | San Juan Sacatepéquez, Sumpango, Shenacó, San Pedro Sacatepéquez, San Raymundo y «las labores de estas municipalidades, que expresamente no estén agregadas a otro circuito». |
| 8   | Sacatepéquez   | Chimaltenango     | - Chimaltenango - Tejar - San Miguelito - Parramos - San Luis - Itzapa - Calderas - Chimachoy - Patzicía - Nejapa - Acatenango - Yepocapa - Tuluché - Chicoj - San Jacinto |
| 8   | Sacatepéquez   | Comalapa          | San Juan Comalapa, Patzum, Santa Polonia, Tecpam-Guatemala, el Molino, Balanyá y San Martín |
| 9   | Totonicapán    | Totonicapán       | Totonicapán, Salcajá, San Cristóbal, Shejul, Vobos, Écija y San Francisco. |
| 9   | Totonicapán    | Huehuetenango     | - Huehuetenango - Colotenango - Chiantla - Aguacatán - Chalchitán - la Cordillera - Moscoso - Todos Santos - San Martín - el Trapichillo - Guaylá - Nectá - Usumacinta - San Ildefonso Ixtahuacán - Ichil - Santa Bárbara - Malacatán - San Ramón - San Lorenzo - Santa Isabel - San Sebastián - San Juan Atitán - Santiago Chimaltenango |
| 9   | Totonicapán    | Jacaltenango      | - Jacaltenango - Santa Ana Huista - San Antonio Huista - San Andrés - San Marcos - Concepción - Nentón - Petatán - Acatán - Iscoy - San Sebastián Coatán - Santa Eulalia - Istatán - Ishcán - Ixcacao - Sajnabac - Paduano - Cajtavi - Lo de Alvarado - Tierra Negra - Montenegro |
| 10  | Quetzaltenango | Quezaltenango     | Quezaltenango, Santa María de Jesús, San Mateo, Olintepeque, Cantel, Almolonga y Zunil |
| 10  | Quetzaltenango | Ostuncalco        | Ostuncalco, San Martín, Chiquirichapa, Sigüilá, Cajolá y Cabricán |
| 10  | Quetzaltenango | Del Barrio        | - San Marcos - San Pedro - San Antonio - Maclén - San Cristóbal Cucho - Izlamá - Coatepeque - San Lorenzo - Tejutla - Tajumulco - Santa Lucía Malacatán - San Miguel Ixtahuacán - Zipacapa - Comitancillo |
| 10  | Quetzaltenango | Cuilco            | Cuilco, Tutuapa, Canival, Tectitán, Tacaná, Sivinal, Chiquigüil, Amatenango, Masapa y Motosinta. |
| 11  | Suchitepéquez  | Mazatenango       | - Mazatenango - San Lorenzo - San Gabriel - Santo Domingo - Retalhuleu - San Antonio Suchitepéquez - San Bernardino - Sapotitlán - Santo Tomás |
| 11  | Suchitepéquez  | Cuyotenango       | Cuyotenango, San Andrés Villa Seca, San Martín y San Felipe |
| 11  | Suchitepéquez  | Retalhuleu        | San Antonio Retalhuleu, San Sebastián, Santa Catarina, Guamuchal, Sanjón de Ocoz y Naranjo. |
| 11  | Suchitepéquez  | Atitlán           | - Atitlán - Tolimán - San Pedro La Laguna - Santa Clara - la Visitación - San Pablo - San Marcos - San Miguelito - Patulul - San Juan de los Leprosos - Santa Bárbara de La Grande y La Costilla |

## Creación del Estado de Los Altos
En 1838 se creó el sexto estado, el Estado de Los Altos, teniendo como capital la ciudad de Quetzaltenango, comprendiendo los territorios del occidente de Guatemala y el territorio del actual de Soconusco, (México).
| La Asamblea Nacional Constituyente de la Federación Centroamericana en sesión plenaria celebrada el cinco de junio del año de 1838 habiéndose tomado en consideración la necesidad de crear un Sexto Estado se acuerda: 1o. Crear el Estado de Los Altos, teniendo como capital a la ciudad de Quetzaltenango conformada por una junta de gobierno provisional, de la siguiente manera: - Marcelo Molina Mata, electo Gobernador del Estado de Los Altos. - José M Gálvez - José Antonio Aguilar - General Agustín Guzmán Comandante en Jefe del Ejército del Estado de Los Altos. 2o. El Estado comprenderá los siguientes territorios: - Quetzaltenango, Totonicapán, Sololá, Suchitepéquez y Soconusco. - Procédase a trabajar de inmediato en el desarrollo del Puerto del Pacífico por orden del Señor Gobernador del estado Federal de los Altos, José M Gálvez y a mejorar las relaciones con el Gobierno Federal de San Salvador. —Manuel Pineda Mont, Recopilación de las leyes de Guatemala, 1859 |

Luego de la separación del Estado de Los Altos, la Asamblea Constituyente dividió al Estado de Guatemala en siete departamentos y dos distritos, de acuerdo al siguiente decreto del 12 de septiembre de 1839:
| La Asamblea Nacional Constituyente del Estado de Guatemala: Habiendo tomado en consideración la necesidad que hay de hacer una nueva y conveniente división del territorio, después de la separación de los departamentos que componen el Estado de Los Altos. Con presencia de los datos e informes que ha presentado el gobierno sobre el particular, ha decretado: 1. El estado de Guatemala se divide en siete Departamentos: Chimaltenango, Chiquimula, Escuintla, Guatemala, Mita, Sacatepéquez, y Verapaz. 2. También componen dos Distritos: Izabal y Petén. 3. Los departamentos y distritos referidos, comprenden las poblaciones y lugares que se señalan en la tabla que acompaña a esta ley. 4. Mientras se reúnan datos más exactos, con presencia de los padrones que deben formarse para hacer por otra ley la división permanente del territorio, el gobierno queda autorizado para poder agregar o segregar de unos a otros, los pueblos o lugares que lo soliciten, con causa fundada en el mejor servicio y bien de los mismos pueblos, previo al informe de los jefes respectivos. 5. El mismo gobierno, en las providencias que tome, para la demarcación del territorio de los departamentos, procurará en lo que sea posible, que sea la misma la de los curatos y sus comprensiones, a fin de evitar embarazos y facilitar en todo el mejor servicio público. —Manuel Pineda Mont, Recopilación de las leyes de Guatemala, 1859 |

En 1839, Miguel Larreynaga fue presidente de la Asamblea Constituyente del Estado de Los Altos.
La región occidental de la actual Guatemala había mostrado intenciones de obtener mayor autonomía con respecto a las autoridades de la ciudad de Guatemala desde la época colonial, pues los criollos de la localidad consideraban que los criollos capitalinos que tenían el monopolio comercial con España no les daban un trato justo. Así, su representante en las Cortes de Cádiz solicitó la creación de una intendencia en Los Altos, gobernada por autoridades propias. El advenimiento de la independencia de América Central de alguna manera canceló esta posibilidad, pero el separatismo de los altenses perduró. Tras la disolución del Primer Imperio Mexicano y la consecuente separación de las Provincias Unidas del Centro de América, Los Altos continuó buscando su separación de Guatemala. Hubo dos condiciones que fueron favorables a las pretensiones de la élite criolla altense: la creación de un marco legal en la constitución centroamericana para la formación de nuevos estados dentro del territorio de la república y la llegada al gobierno de los federalistas liberales, encabezados por Francisco Morazán.  El área de Los Altos, que incluía a Totonicapán estaba poblada mayoritariamente por indígenas, quienes habían mantenido sus tradiciones ancestrales y sus tierras en el frío altiplano del oeste guatemalteco. Durante toda la época colonial habían existido revueltas en contra del gobierno español. Luego de la independencia, los mestizos y criollos locales favorecieron al partido liberal, en tanto que la mayoría indígena era partidaria de la Iglesia Católica y, por ende, conservadora.
Las revueltas indígenas en el Estado de Los Altos fueron constantes y alcanzaron su punto crítico el 1.º de octubre de 1839, en Santa Catarina Ixtahuacán, Sololá, cuando tropas altenses reprimieron una sublevación y mataron a cuarenta vecinos. Encolerizados, los indígenas acudieron al caudillo conservador Rafael Carrera, en busca de protección. Por otra parte, en octubre de 1839 la tensión comercial entre Guatemala y Los Altos dio paso a movimientos militares; hubo rumores de que el general Agustín Guzmán -militar mexicano que estaba al mando de las Fuerzas Armadas de Los Altos- estaba organizando un ejército en Sololá con la intención de invadir Guatemala, lo que puso en máxima alerta.
Tras algunas escaramuzas, los ejércitos se enfrentaron en Sololá el 25 de enero de 1840; Carrera venció a las fuerzas del general Agustín Guzmán e incluso lo apresó mientras que el general Doroteo Monterrosa venció a las fuerzas altenses del coronel Antonio Corzo el 28 de enero.  El gobierno quetzalteco colapsó entonces, pues aparte de las derrotas militares, los poblados indígenas -incluyendo a los de Totonicapán- abrazaron la causa conservadora de inmediato; al entrar a Quetzaltenango al frente de dos mil hombres, Carrera fue recibido por una gran multitud que lo saludaba como su «libertador».
Carrera impuso un régimen duro y hostil para los liberales altenses, pero bondadoso para los indígenas de la región —derogando el impuesto personal— y para los eclesiásticos restituyendo los privilegios de la religión católica; llamando a todos los miembros del cabildo criollo les dijo tajantemente que se portaba bondadoso con ellos por ser la primera vez que lo desafiaban, pero que no tendría piedad si había una segunda vez. El general Guzmán, y el jefe del Estado de Los Altos, Marcelo Molina, fueron enviados a la capital de Guatemala, en donde fueron exhibidos como trofeos de guerra durante un destile triunfal el 17 de febrero de 1840; en el caso de Guzmán, engrilletado, con heridas sangrantes, y montado en una mula. El 26 de febrero de 1840 el gobierno de Guatemala colocó a Los Altos bajo su autoridad y el 13 de agosto de nombró al corregidor de la región, el cual servía también como comandante general del ejército y superintendente.
El departamento de Quetzaltenango fue creado por decreto de la Asamblea Nacional Constituyente el 16 de septiembre de 1845.

## Creación de los departamentos de Amatitlán, Huehuetenango, Izabal, Petén y San Marcos
El 8 de mayo de 1866, el gobierno del mariscal Vicente Cerna y Cerna elevó al distrito de Amatitlán a la categoría de departamento por el acuerdo que dice:
| Palacio de Gobierno Guatemala 8 de mayo de 1866, Habiendo tomado en consideración la solicitud hecha por la municipalidad de San Marcos, para que el distrito de este nombre fuese elevado al rango de departamento: atendiendo a que el nombre de distrito que llevan hasta el día de hoy algunas divisiones territoriales de la república, la que tuvo su origen en un sistema que ya no existe; y Considerando así mismo, que el régimen político militar, judicial y económico es actualmente uniforme en la república. El Presidente En uso de las facultades que le da el decreto del 9 de septiembre de 1839, tiene a bien acordar: -Que los territorios de San Marcos, Huehuetenango, Petén, Izabal y Amatitlán, que han conservado la denominación de distritos, se les dé en lo sucesivo la de departamento, debiendo en consecuencia sus autoridades tomar las mismas denominaciones que usan las de los otros departamentos de la república, sin que ninguno de ellos conserve dependencia de otro en su régimen político y administrativo. Comuníquese a quien corresponda y publíquese en la Gaceta Oficial. |

## Creación de los departamentos de Quiché, Sololá y Totonicapán
El área que comprende el moderno departamento de Quiché estaba distribuida hasta 1872 entre los departamentos de Sololá y Totonicapán;  tras la Reforma Liberal de 1871, el presidente de facto provisiorio Miguel García Granados dispuso crear el departamento de Quiché para mejorar la administración territorial de la República; el texto del decreto es el siguiente:
| Decreto N.º 72 Considerando, que la grande extensión que hoy tienen los Departamentos de Sololá y Totonicapán hace ineficaz la acción de las autoridades, y que es conveniente para remediar este mal y atender al mejor servicio público de aquellos pueblos, la creación de un nuevo Departamento, tengo a bien decretar y DECRETO: 1. Se establece un nuevo Departamento, que denominará Quiché, cuya cabecera es la villa de este nombre. 2. Componen este departamento loas poblaciones siguientes: Joyabaj, Lemoa, Santo Tomás, Chichicastenango, Chinic, Chiché, San Pedro Jocopilas, San Andrés Joyabajá, Cunem, San Miguel Uspantán, Cotzal, Chujuyup, Patzité, San Bartolo Jocotenango, Sacapulas, Nebaj, Chajul, Caniyá y Sacualpa. 3. En consecuencia, el Departamento de Sololá queda con los pueblos siguientes: villa de Sololá, cabecera, San José Chacallá, San Andrés Semetabaj, Concepción, Panajachel, San Jorge, Santa Cruz, Santa Lucía Utatlán, Santa Clara, Santa Bárbara, San Juan de los Leprosos, Visitación, San Pedro, San Juan, an Pablo, San Marcos, Atitlán, San Lucas Tolimán, San Antonio Palopó, Santa Catarina Palopó y Patulul. 4. El Departamento de Totonicapán se compone de los pueblos siguientes: Totonicapam, ciudad cabecera, San Cristóbal, San Andrés Xecul, San Francisco El Alto, San Carlos Écija, San Antonio Sija, San Bartolo Agua Caliente, Calel, Momostenango, Santa María Chiquimula, San Antonio Ilotenango, Nagualá, Santa Catarina Ixtahuacán y Santo Tomás Perdido, en la costa de Suchitepéquez. Dado en Guatemala, a doce de agosto de mil ochocientos setenta y dos, —Miguel García Granados secretario del Interior, Gobernación y Negocios Eclesiásticos: Marco Aurelio Soto. Tomado de: Recopilación: Las leyes emitidas por el gobierno democrático de la República de Guatemala, 1871-1881. |

## Creación del departamento de Jalapa

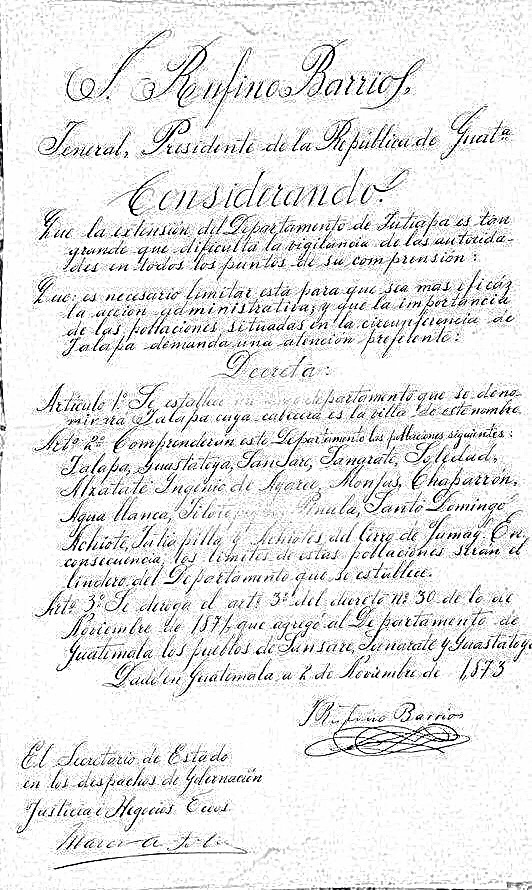
Facsímil del decreto de creación del Departamento de Jalapa en 1873.

| Decreto N.º 107 Considerando: que la extensión del Departamento de Jutiapa es tan grande que dificulta la vigilancia de las autoridades en todos los puntos de su comprensión; que es necesario limigar esta para que sea más eficaz la acción administrativa; y que la importancia de las poblaciones situadas en la circunferencia de Jalapa demanda una atención preferente, Decreto, 1. Se establece un nuevo Departamento que se denominará de Jalapa, cuaya cabecera es la villa de este nombre. 2. Compondrán este Departamento las poblaciones siguientes: Jalapa, Guastatoya, Sansare, Sanarate, Soledad, Alzatate, Ingenio de Ayarce, Monjas, Chaparrón, Agua Blanca, Jilotepeque, Pinula, Santo Domingo, Achiote, Jutiapilla, y Achiotes del Cerro de Jumay. En consecuencia los límites de estas poblaciones serán el lindero del Departamento que se establece. 3. Se deroga el artículo 3.º del decreto número 30 de 10 de noviembre de 1871, que agregó al Departamento de Guatemala los pueblos de Sansare, Sanarate y Guastatoya. Dado en Guatemala, a veinticuatro de noviembre de mil ochocientos setenta y tres. —Justo Rufino Barrios El secretario de los despachos de Gobernación, Justicia y Negocios Eclesiásticos: Marco Aurelio Soto Recopilación de las Leyes de la República de Guatemala, 1871-1881 |

## Departamentos durante el gobierno de Barrios
En la siguiente tabla, tomada de la Guía Appleton para México y Guatemala de 1884, se muestran los veinte departamentos en que estaba dividida Guatemala durante el gobierno de Justo Rufino Barrios, sus áreas, cabeceras y la población estimada de los departamentos:
| Departamento  | Área (millas²) | Población | Cabecera              | Población |
| ------------- | -------------- | --------- | --------------------- | --------- |
| Guatemala     | 700            | 100 000   | Guatemala             | 50 000    |
| Sacatepéquez  | 250            | 48 000    | Antigua               | 15 000    |
| Amatitlán     | 200            | 38 000    | Amatitlán             | 14 000    |
| Escuintla     | 1950           | 30 000    | Escuintla             | 10 000    |
| Chimaltenango | 800            | 60 000    | Chimaltenango         | 6300      |
| Sololá        | 700            | 80 000    | Sololá                | 15 000    |
| Totonicapán   | 700            | 114 000   | Totonicapán           | 25 000    |
| Quiché        | 1300           | 75 000    | Santa Cruz del Quiché | 6300      |
| Quezaltenango | 450            | 94 000    | Quezaltenango         | 22 000    |
| Suchitepéquez | 2500           | 69 000    | Suchitpéquez          | 11 500    |
| Huehuetenango | 4550           | 90 000    | Huehuetenango         | 16 000    |
| San Márcos    | 750            | 100 000   | San Marcos            | 12 600    |
| Petén         | 13 200         | 14 000    | Flores                | 2200      |
| Verapaz       | 11 200         | 100 000   | Salamá                | 8 000     |
| Izabal        | 1 500          | 3 400     | Izabal                | 750       |
| Chiquimula    | 2 200          | 70 000    | Chiquimula            | 12 000    |
| Zacapa        | 4400           | 28 000    | Zacapa                | 4000      |
| Jalapa        | 450            | 8600      | Jalapa                | 4000      |
| Jutiapa       | 1700           | 38 000    | Jutiapa               | 7000      |
| Santa Rosa    | 1100           | 38 500    | Cuajiniquilapa        | 5000      |
| Total         | 50 600         | 1 198 500 |                       |           |

## Comisión de Límites con México

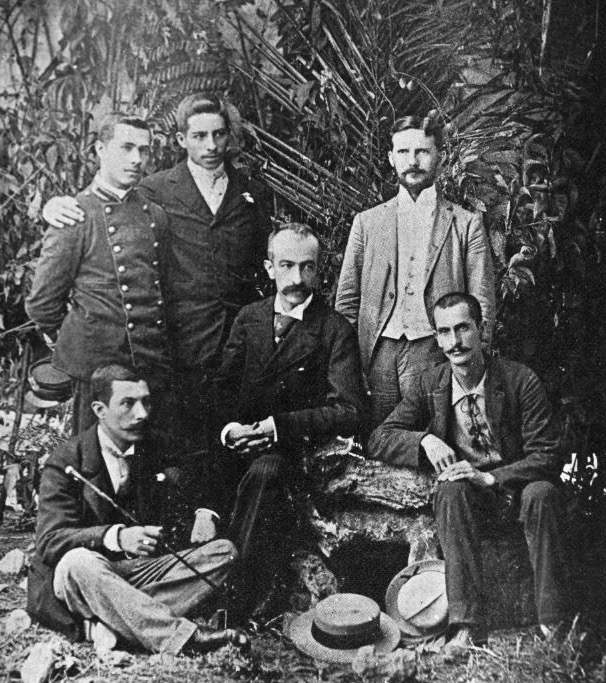
Comisión de ingenieros de Guatemala en el proyecto de la delimitación de límites con México.

En virtud del convenio celebrado en la capital de México el 7 de diciembre de 1877 por los representantes de ambos países, fueron nombradas dos comisiones de ingenieros, una por cada nación para que reconocieran la frontera y levantaran un plano que sirviera para las negociaciones entre los dos países; aunque se hizo un mapa de la frontera comprendida entre las faldas del volcán Tacaná y el océano Pacífico, se celebró la reunión del presidente Justo Rufino Barrios y Matías Romero, representante mexicano, en Nueva York el 12 de agosto de 1882, en la que se sentaron las bases para un convenio sobre límites, en las cuales hizo constar que Guatemala prescindía de los derechos que le asistieran sobre Chiapas y Soconusco y se fijaron los límites definitivos.  En noviembre de 1883, se dio principio al trazado de la frontera y al levantamiento del plano topográfico de sus inmediaciones, siendo jefe de la comisión guatemalteca el astrónomo Miles Rock, y sus colaboradores Edwin Rockstroh, Felipe Rodríguez, Manuel Barrera y Claudio Urrutia. En el primer año de trabajo se llegó únicamente al cerro Ixbul, y en el siguiente se buscó llegar al Río Usumacinta o al Río Chixoy, pero fue en extremo difícil debido a que no había caminos en el área.  
En su informe al Gobierno de la República de Guatemala en 1900, el ingeniero Claudio Urrutia indicó que: «[...] el tratado fue fatal para Guatemala. En todo con lo que la cuestión de límites se relacionó durante aquella época, existe algo oculto que nadie ha podido descubrir, y que obligó a las personas que tomaron parte en ello por Guatemala a proceder festinadamente o como si obligados por una presión poderosa, trataron los asuntos con ideas ajenas o de una manera inconsciente». Y luego continúa: «Guatemala perdió por una parte cerca de 15.000 km y ganó por otra, cosa de 5,140 km. Resultado: Una pérdida de 10,300 km. Guatemala perdió catorce pueblos, diecinueve aldeas y cincuenta y cuatro rancherías, con más de 15,000 guatemaltecos, mientras que México perdió un pueblo y veintiocho rancherías con 2500 habitantes: júzguese la equidad en las compensaciones».
Todos los ejemplares de la Memoria sobre la Cuestión de Límites fueron recogidos por órdenes del presidente Manuel Estrada Cabrera poco después de haberse repartido; y de acuerdo a la historiadora Solís Castañeda, lo mismo ocurrió con la segunda edición -1964- y con el libro Grandezas y Miserias de la Vida Diplomática, los cuales fueron decomisado en 1968 por instrucciones del Ministerio de Relaciones Exteriores del gobierno del licenciado Julio César Méndez Montenegro.

## Creación del departamento El Progreso
Este departamento fue creado por decreto del Ejecutivo número 683 del 13 de abril de 1908 durante el gobierno del licenciado Manuel Estrada Cabrera; el decreto de creación dice textualmente así:
| Decreto N.° 683 Manuel Estrada Cabrera, Presidente Constitucional de la República de Guatemala, Considerando: Que la actividad comercial suscitada en los puntos por donde la vía férrea interoceánica pasa, requiere la más próxima vigilancia de las Autoridades para conservar el orden y para encausar las diversas corrientes del adelanto á un fin común, siendo uno de los medios para conseguirlo el de la creación de nuevos departamentos; Considerando: Que la proporción de la República en donde por ahora conviene aplicar esa medida es la que se llalla comprendiendo las siguientes extensiones: parte Sudoeste del departamento de Zacapa, Noroeste del de Chiquimula, Sudeste del de la Baja Verapaz, Nordeste del de Guatemala y la mitad Norte del de Jalapa, POR tanto; DECRETA : Artículo 1.º — Créase con el nombre de «El Progreso» un nuevo departamento que comprenderá los siguientes Municipios: Cabañas, Acasaguastlán, Morazán, Sanarate, San Antonio La Paz, San José del Golfo, Guastatoya, Sansaria y las aldeas que están al Noroeste de Chiquimula formando la mitad de dicho Municipio: la Cabecera del nuevo departamento será Guastatoya que cambiará el nombre por el de «El Progreso». Artículo 2° — La inauguración de esta entidad político-administrativa se verificará el día 29 del mes en curso. Artículo 3.º — Del presente Decreto se dará cuenta á la Asamblea Legislativa en sus actuales sesiones. Dado en el Palacio del Poder Ejecutivo: en Guatemala, a trece de abril de mil novecientos ocho. — Manuel Estrada Cabrera El secretario de Estado y del Despacho de Gobernación y Justicia, José María Reina Andrade |

Posteriormente, en el punto álgido del servilismo con el presidente Estrada Cabrera, por decreto N.º 751 del 25 de diciembre de 1919, el consejo de Ministros dispuso que el departamento se denominara Estrada Cabrera, conservando la cabecera departamental el nombre de «El Progreso».
Tras el derrocamiento de Estrada Cabrera en abril de 1920, el departamento se suprimió por el decreto gubernativo No. 756 del 9 de junio de 1920 del gobierno de Carlos Herrera y Luna, por no llenar las aspiraciones que el gobierno tuvo en mira para su creación, volviendo los municipios que lo conformaban a los departamentos a que pertenecían, con excepción de Guastatoya que formó parte de Guatemala. Este departamento se restableció el 3 de abril de 1934, por medio del decreto 1965 de la Asamblea Legislativa.

## Desintegración del departamento de Amatitlán
Como parte de las medidas de austeridad implementadas por el gobierno del general Jorge Ubico para paliar los efectos de la Gran Depresión, el departamento de Amatitlán fue suprimido por decreto legislativo 2081 del 29 de abril e 1935:  El decreto textualmente dice: 
| «Considerando que es conveniente para los intereses del país la supresión del departamento de Amatitlán, por tanto decreta: - Artículo 1.°: Se suprime el departamento de Amatitlán - Artículo 2.°: Los municipios de Amatitlán, Villa Nueva, San Miguel Petapa y Villa Canales quedan incorporados al de Guatemala y los de Palín y San Vicente Pacaya al de Escuintla. - Artículo 3.°: El Ejecutivo dictará las medidas del caso para el cumplimiento, del presente decreto que entrara en vigor el 1ro. de julio del corriente año». |

Con respecto a este suceso, en Amatitlán existe la leyenda de que el departamento fue desintegrado en realidad porque el presidente estaba despechado luego de que una muchacha de la localidad rechazara sus pretensiones amorosas.[cita requerida]